# Jacques Beurlet
Jacques Beurlet (Marche-en-Famenne, Provincia de Luxemburgo, 21 de diciembre de 1944 - Marche-en-Famenne, 26 de septiembre de 2020) fue un futbolista belga. Se desempeñaba en posición de defensa. Desarrolló su carrera en el Standard Lieja.

## Selección nacional
Fue un jugador internacional con la Selección de fútbol de Bélgica en tres ocasiones.

## Clubes
| Club           | País    | Año         |
| -------------- | ------- | ----------- |
| Standard Lieja | Bélgica | 1961 - 1974 |

## Palmarés

### Campeonatos nacionales
| Título                      | Club           | País    | Año                 |
| --------------------------- | -------------- | ------- | ------------------- |
| Primera División de Bélgica | Standard Lieja | Bélgica | 1963 1969 1970 1971 |
| Copa de Bélgica             | Standard Lieja | Bélgica | 1966 1967           |